# Maspeth (Queens)

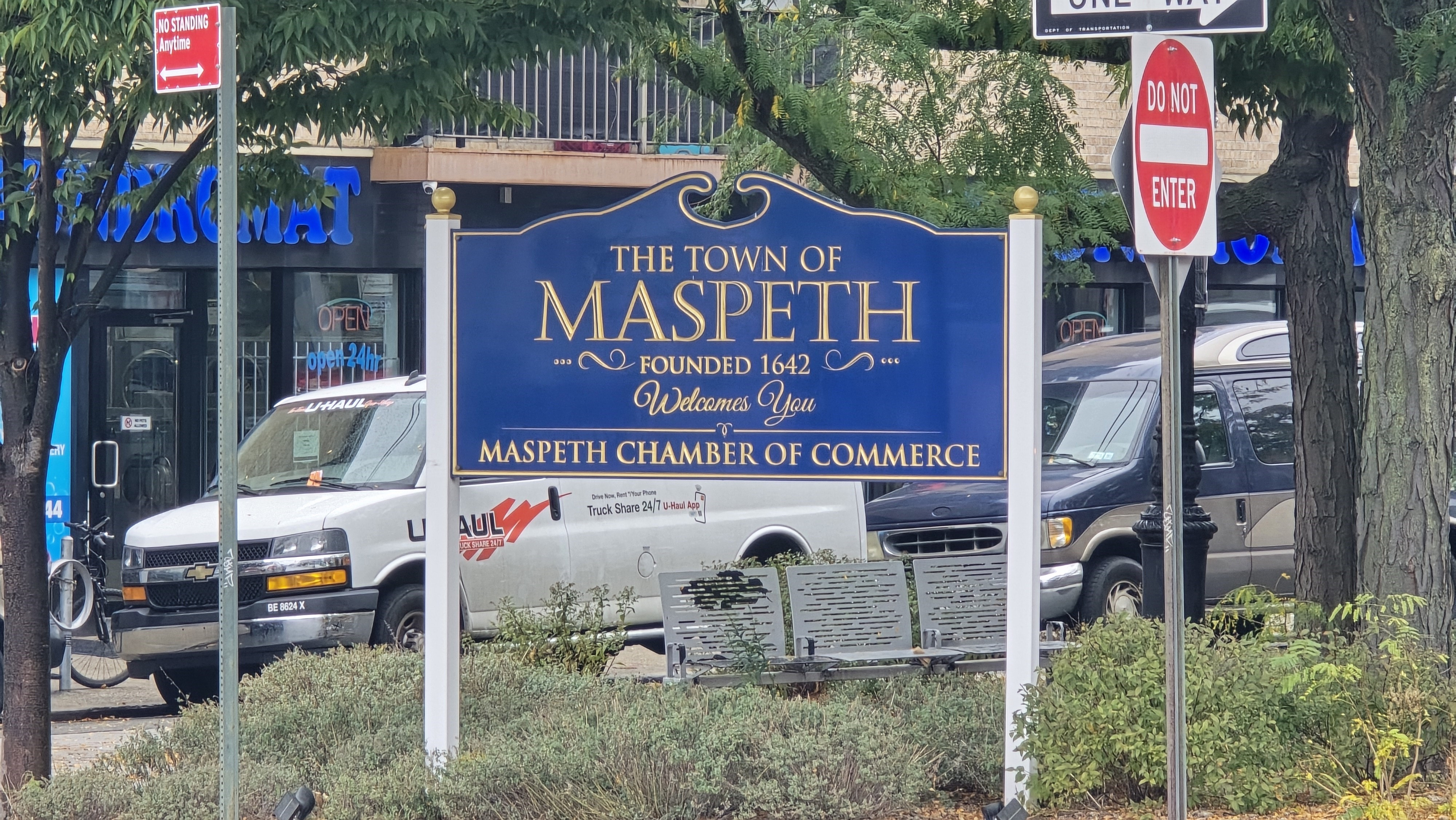
Werbeschild für Maspeth in der Ortsmitte

Maspeth ist ein Stadtteil  im Stadtbezirk (Borough) Queens in New York City, Vereinigte Staaten. Das Wohn- und Industrieviertel wird überwiegend von Weißen und Hispanics bewohnt. Maspeth hat laut United States Census 2020 eine Einwohnerzahl von 38.799. Er gehört zu dem Queens Community Districts 2 und 5, hat die Postleitzahl 11378 und ist dem 104. Bezirk des New Yorker Polizeidepartements. zugeordnet. Kommunalpolitisch wird der Stadtteil durch den 26. und 30. Bezirk des New York City Council vertreten.

## Etymologie

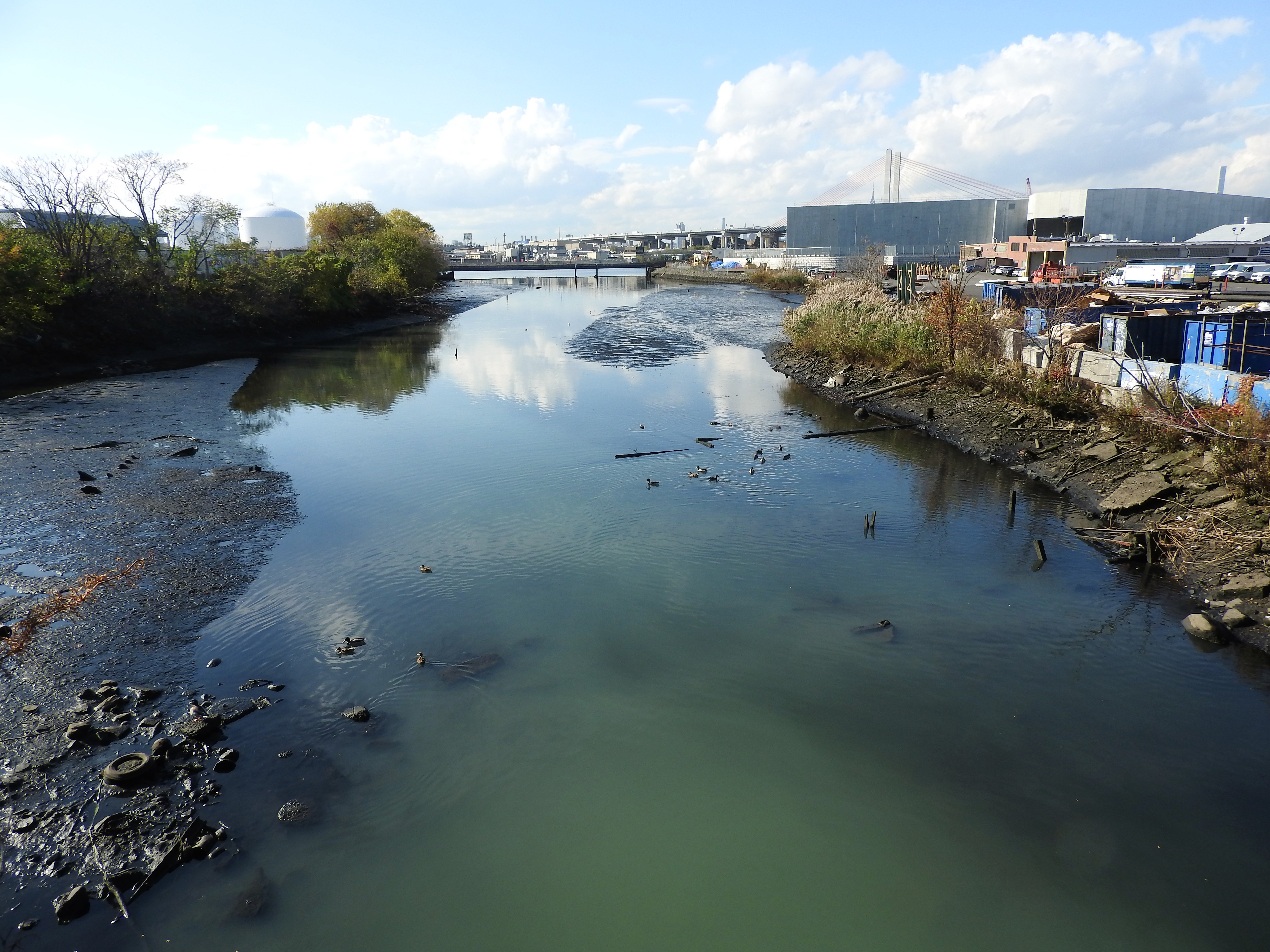
Maspeth Creek im Industriegebiet

Der Name „Maspeth“ stammt von den Mespeatches, einem der 13 Hauptstämme der indigenen Bevölkerung auf Long Island. Übersetzt bedeutet Maspeth etwa „am schlechten Wasserplatz“, was auf die tidenbeeinflusste, ursprünglich marschig-sumpfige Lage am Ufer der später Newtown Creek und Maspeth Creek genannten Gewässer und ihren Zuflüssen zurückzuführen ist.

## Lage

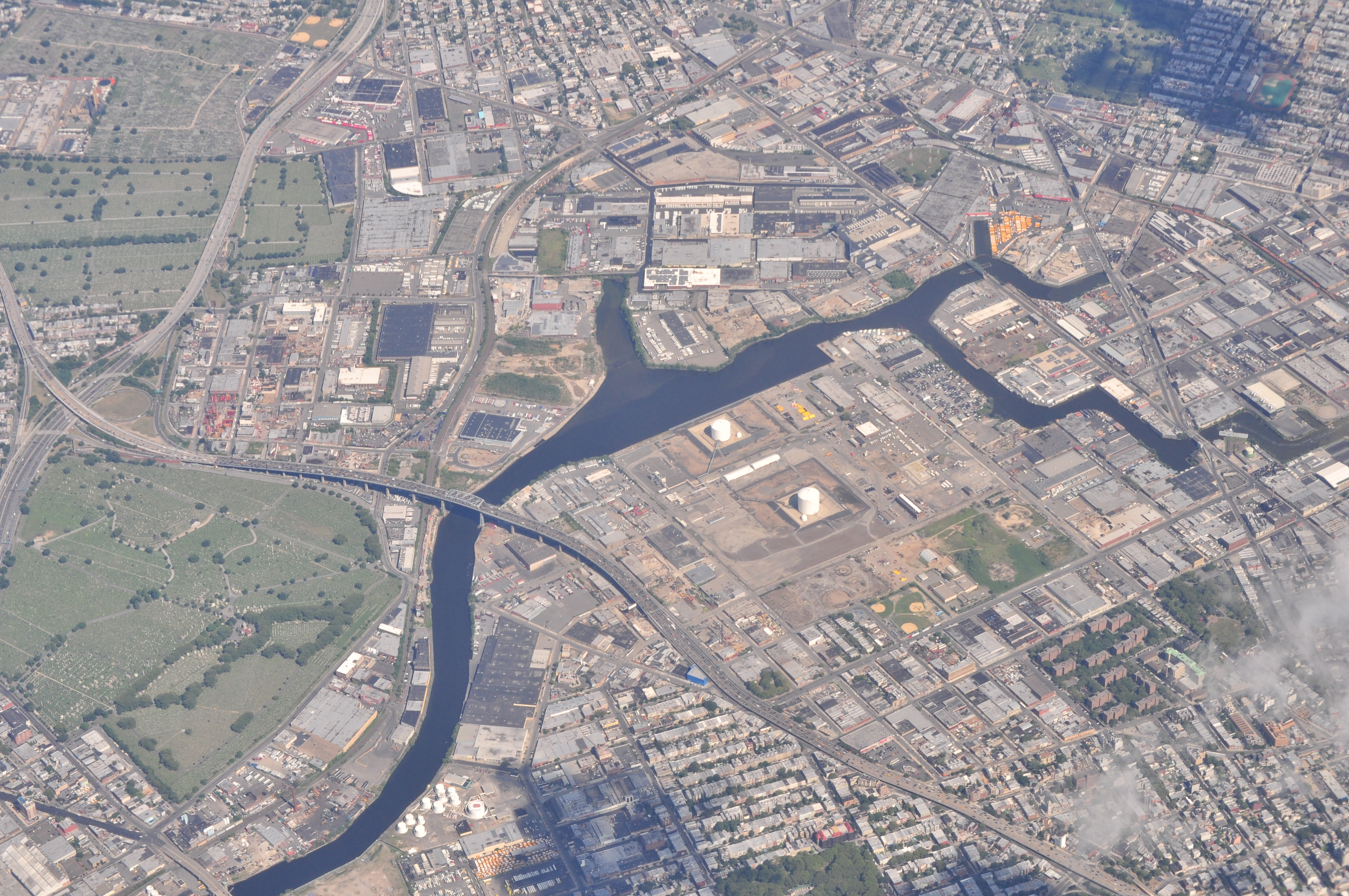
Luftbild 2013, Blick nach Osten. Obere linke Bildhälfte Maspeth. Mittig: Newtown Creek, querend Kosciuszko Bridge, Maspeth Creek und Industriegebiet. Links: Expresswaykreuz, dahinter entlang I-495 New Calvary und Mount Zion Cemetery

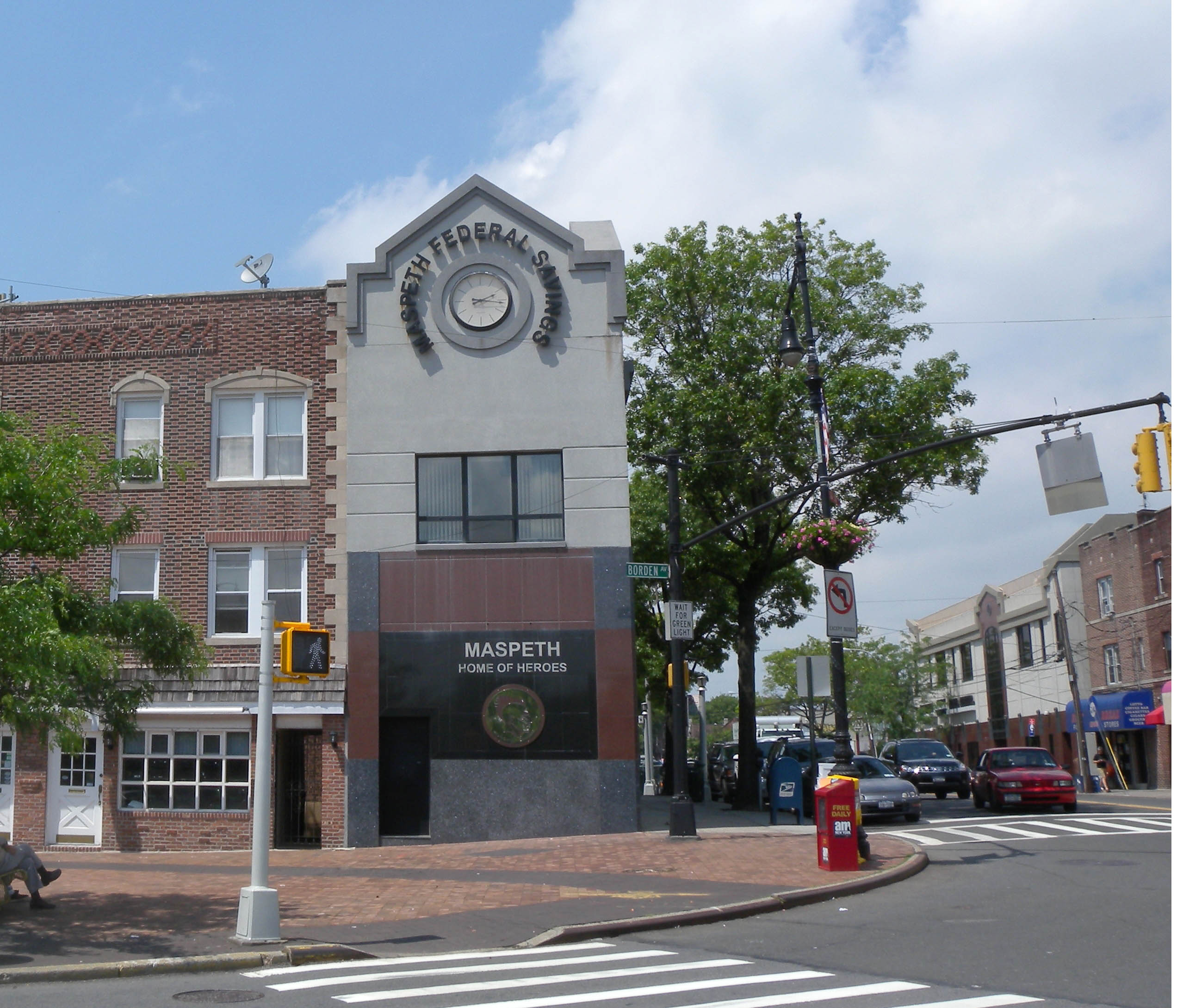
Maspeth Federal Savings an der Grand Avenue, eine Savings-and-Loans-Bank

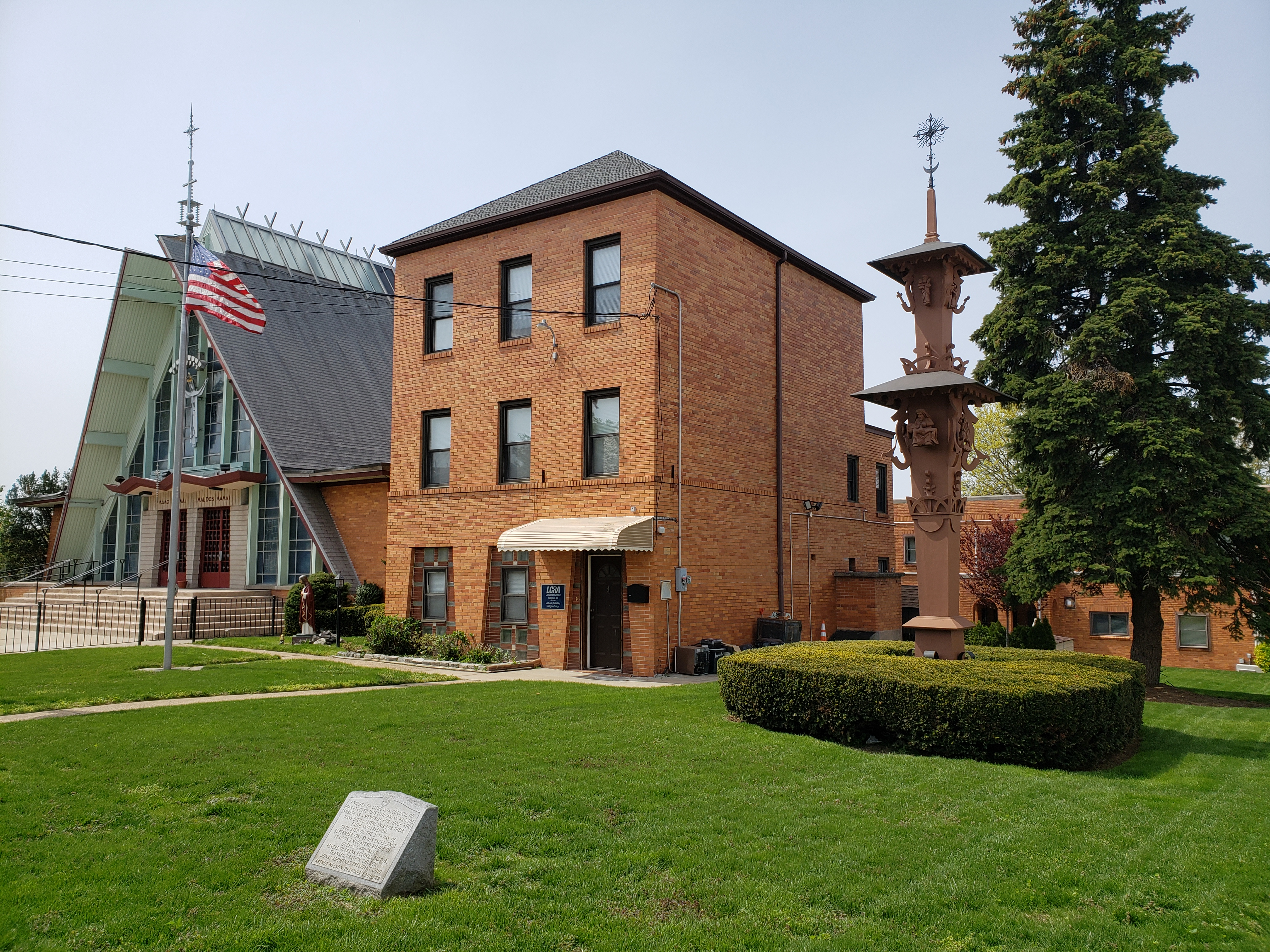
Römisch-katholische Verklärungskirche

Maspeth liegt im südwestlichen Teil von Queens und nimmt inklusive Friedhöfe und Gewerbegebiete eine Fläche von 6,25 km² ein. Der Stadtteil grenzt im Westen mit seinem Industriegebiet an den Newtown Creek und seinen Seitenarm Maspeth Creek, im Süden an Ridgewood, im Osten an Middle Village und Elmhurst sowie im Norden an Woodside.
Die Hauptgeschäftsstraße ist die Grand Avenue. Sie überquert den Newtown Creek nach Brooklyn auf der Grand Avenue Bridge nach Williamsburg und führt im weiteren Verlauf zur Williamsburg Bridge nach Manhattan. Nördlich mündet die Grand Avenue in Elmhurst in den Queens Boulevard.

## Geschichte
Die erste europäische Siedlung entstand 1642, als Reverend Francis Doughty von den niederländischen Kolonialbehörden eine Charta erhielt. Maspeth war damit die erste englische Siedlung in Queens. Nach Angriffen durch lokale Stämme mussten die Siedler jedoch 1643 nach Manhattan fliehen; erst 1652 wurde Maspeth wiederbesiedelt.
Im 18. und 19. Jahrhundert entwickelte sich Maspeth zu einem wichtigen Handels- und Industriestandort, dem die wasserreiche Landschaft zum Vorteil gereichte. Mühlen veredelten die landwirtschaftlichen Erzeugnisse Long Islands für den Verkauf an das bevölkerungsreiche New York. Die industrielle Nutzung in der Umgebung des Newtown Creek führte zur Anreicherung von Giftstoffen wie Dioxinen, PCB, PAK und Schwermetallen, weshalb die Environmental Protection Agency 2010 ein Altlasten-Sanierungsgebiet im Rahmen des Superfund-Programms auswies.
Die Topografie umfasst das Maspeth Plateau mit einer Höhe von etwa 40 Metern über dem Meeresspiegel. Maspeth liegt abseits des Newtown Creek im sanften Hügelland nördlich der Long-Island-Endmoräne aus der Wisconsin-Eiszeit. Dort wurden an der Grenze von Queens County und Kings County nach Verabschiedung des Rural Cemetery Act ab dem Jahr 1847 Parkfriedhöfe angelegt.

## Demografie
Im Jahr 2020 hatte das United States Census Bureau die statistischen Zählbezirke (Areas und Tracts) neu konfiguriert. Somit sind die vor 2020 erzielten Daten meist nicht mehr mit den ab 2020 erhobenen Daten vergleichbar, des Weiteren sind die Zählbezirke Neighborhood Tabulations Area (NTA) und Census Tracts meist nicht deckungsgleich mit den genannten Stadtteilgrenzen. Da dies auch bei Maspeth zutrifft, werden die Census Blocks als kleinste Einheit zur Berechnung verwendet
Laut Volkszählung von 2020 hatte Maspeth bei 312 Census Blocks 38.799 Einwohner bei einer Einwohnerdichte von 6208 Einwohnern pro km². 2020 lebten hier 17.598 (45,4 %) Weiße, 13.035 (33,6 %) Hispanics, 6613 (17 %) Asiaten, 584 (1,5 %) Afroamerikaner, 399 (1,0 %) aus anderen Ethnien und 570 (1,5 %) aus zwei oder mehr Ethnien.

## Bildung und Infrastruktur

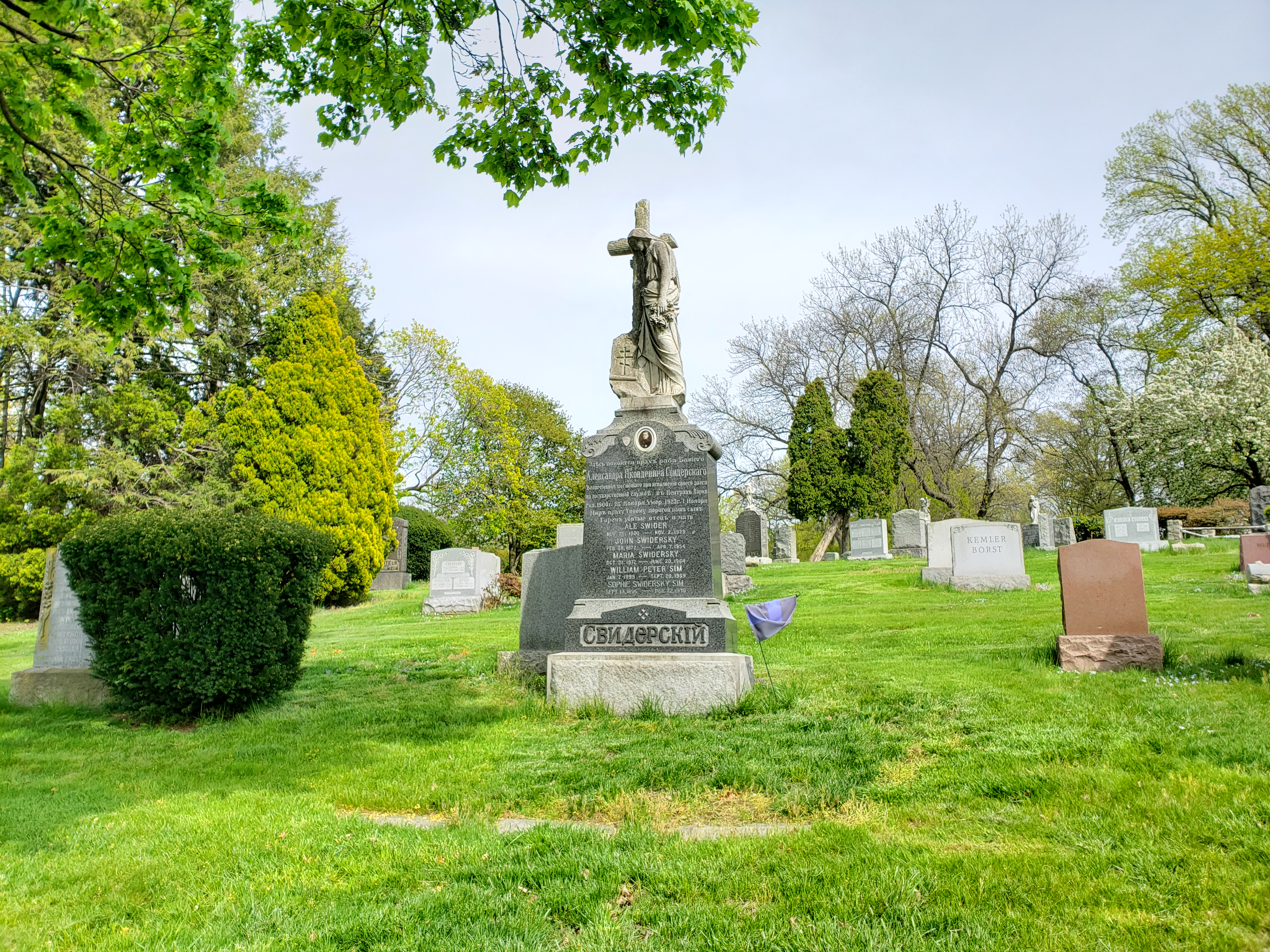
Der Friedhof Mount Olivet Cemetery

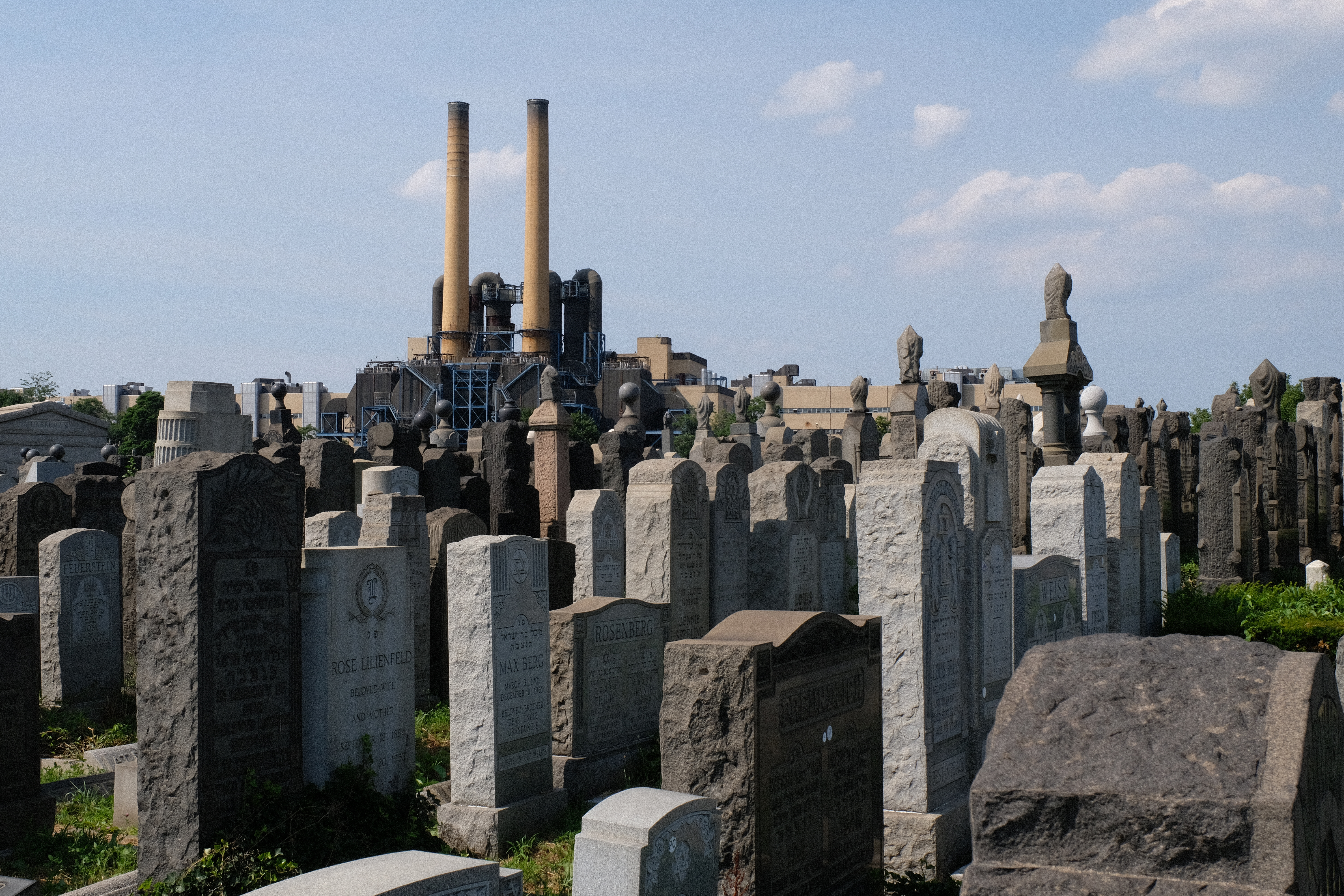
Mount Zion Cemetery und ehemalige Müllverbrennungsanlage

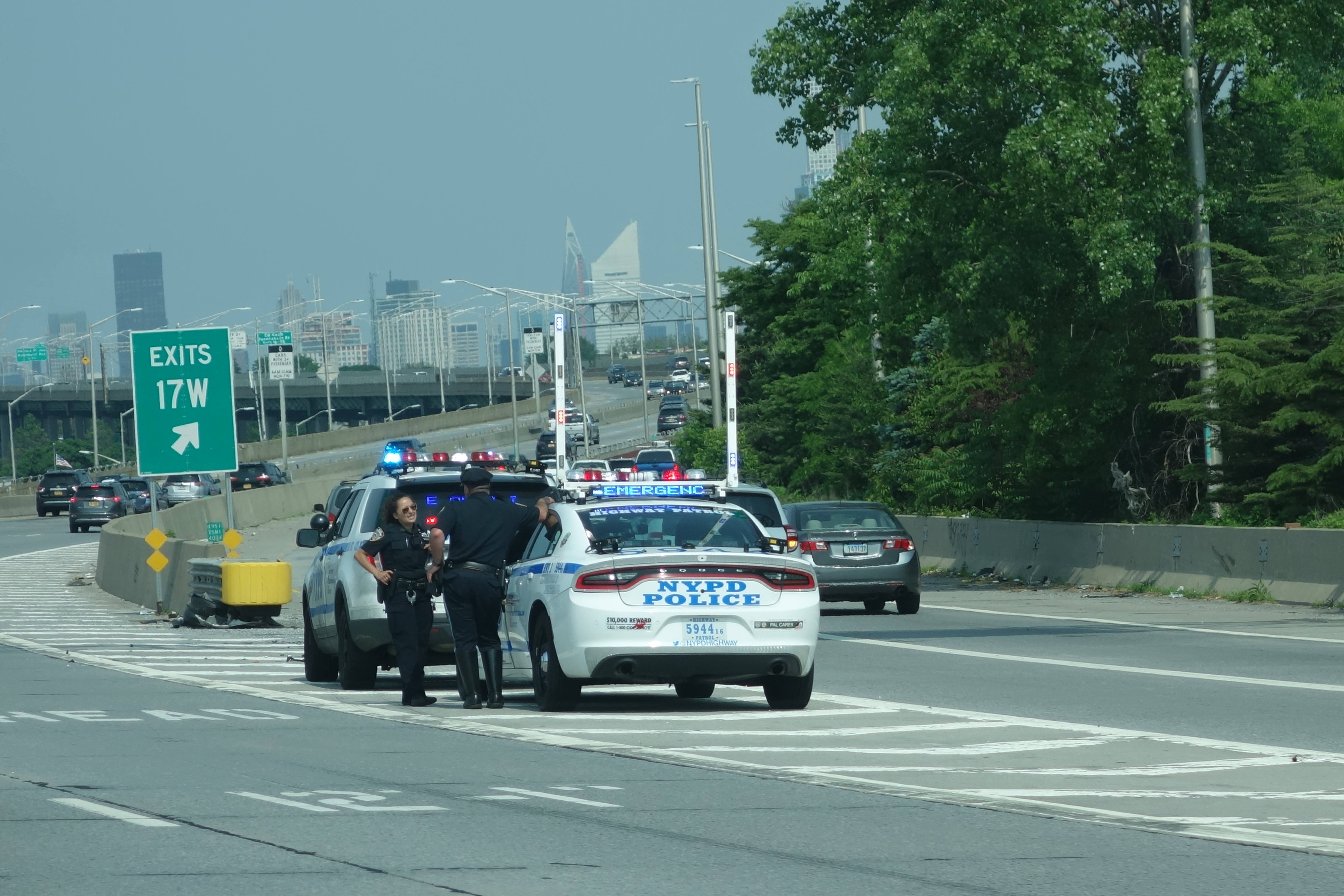
Long Island Expressway bei Maspeth, hinten Midtown Manhattan (dreieckiges Dach ist Citigroup Center)

Maspeth verfügt über mehrere öffentliche und private Schulen, darunter die Maspeth High School und die Saint Stanislaus Kostka School. Die Lesekompetenz und der Mathematikunterricht haben sich in den letzten Jahren verbessert, und die Schulabbrecherquote ist niedriger als im städtischen Durchschnitt. Eine Zweigstelle der Queens Public Library befindet sich an der Grand Avenue.
Die Fernschnellstraße Long Island Expressway (Interstate 495) verläuft in West-Ost-Richtung zentral durch Maspeth und hat mehrere Anschlussstellen. Die Brooklyn–Queens Expressway (Interstate 278) berührt Maspeth am Nordwestrand ohne eigene Anschlussstelle.
Die öffentliche Verkehrsanbindung Maspeths erfolgt über Busse der Metropolitan Transportation Authority. Es gibt keine U-Bahnhöfe oder Pendlerbahnhöfe in dem Stadtteil.
Die New Yorker Berufsfeuerwehr hat in Maspeth ein Feuerwehrhaus, in dem die Squad Company 288 und die für Gefahrgut-Einsätze in ganz New York City zuständige Hazardous Materials Company 1 stationiert sind. Eine Rettungswache befindet sich im Gewerbegebiet am Mount Zion Cemetery.

## Wirtschaft und Stadtbild
Das Viertel ist geprägt von Ein- und Mehrfamilienhäusern sowie einem stabilen Mittelstand. Die Grand Avenue bildet das Ortszentrum mit vielen inhabergeführten Geschäften, Restaurants und Bäckereien. In Maspeth liegen die zwei großen Friedhöfe Mount Olivet Cemetery und Mount Zion Cemetery sowie der südliche Teil des Friedhofs (New) Calvary Cemetery.
Im Westen befindet sich das Maspeth Industrial Business Zone mit zahlreichen Unternehmen, insbesondere aus der Logistik und Produktion. Die MTA Regional Bus Operations hat dort einen Busbetriebshof. Das Industriegebiet liegt an Güterbahnstrecken der Long Island Rail Road.
Im Norden, inmitten des Mount Zion Cemetery, ist ein kleineres Gewerbegebiet. Dort befand sich ab Ende der 1940er Jahre eine von mehreren dezentralen Müllverbrennungsanlagen des New York City Department of Sanitation.